# Красноиловлинский
Красноиловлинский — обезлюдевший пристанционный посёлок в Ольховском районе Волгоградской области, в составе Гусёвского сельского поселения.
Население — 0 (2010)

## История
Основан как посёлок железнодорожных рабочих, обслуживавших разъезд Иловлинка (242 км) на линии Саратов I — Иловля II Волгоградского отделения Приволжской железной дороги. Линия Саратов I — Иловля II (также известная как Волжская рокада) построена в прифронтовых условиях в 1942 году. Посёлок получил название по располагавшемуся поблизости хутору Красноиловлинский.
В составе Ольховского района — с момента основания (с 1963 по 1966 год посёлок относился к Камышинскому району).
В связи с завершением в 2007 году прокладки вторых путей на всем протяжении Волжской рокады от Сызрани до Волгограда необходимость разъезда в Красноиловлинском отпала. в настоящее время — остановочный пункт.

## Население
Динамика численности населения
| 1987 | 2002 | 2010 |
| ---- | ---- | ---- |
| ≈10  | 0    | 0    |